# Maggioranza
Il termine maggioranza viene usato per designare sia un sottoinsieme di un gruppo che contiene più della metà degli elementi del gruppo stesso, sia il maggiore sottoinsieme di un gruppo, ossia quello più numeroso risultante dalla sua partizione, sebbene non necessariamente comprendente più della metà degli elementi.

## Descrizione

### Caratteristiche concettuali
Per illustrare la differenza tra i due concetti, si immagini un gruppo di 40 persone di diverse nazionalità: 15 francesi, 10 messicani, 9 giapponesi e 6 italiani. In questo gruppo la maggioranza, nel senso dell'inglese americano majority, consiste in più della metà del numero totale delle persone, cioè almeno 21 (ad esempio, il sottoinsieme costituito dagli europei: 15 francesi e 6 italiani), mentre i francesi da soli sono una maggioranza in italiano, essendo il sottoinsieme più numeroso, ma una plurality in inglese americano, essendo meno di 21.
Si noti che dire "più della metà" non equivale a dire, come si fa sovente, "la metà più uno" o "cinquanta percento più uno": se il numero dei membri del gruppo è pari, le due espressioni sono equivalenti, non lo sono, invece, se il numero è dispari (in un'ipotetica assemblea di 51 votanti la metà è 25,5, ma 26 voti rappresentano già la maggioranza, mentre la metà più uno è pari a 26,5 voti, sicché per raggiungerla sono necessari almeno 27 voti). Altro errore è considerare "più della metà" equivalente al 51% o al 50,1% dei membri.
Prende il nome di minoranza un sottoinsieme di un gruppo che non costituisce maggioranza, in nessuno dei due significati sopra illustrati.

### Ilprincipio di maggioranza
In base a detto principio, nell'assunzione di una decisione da parte di un gruppo, prevale l'opzione che ha raccolto più consensi. Esso è  uno dei capisaldi della democrazia rappresentativa e di alcune forme della democrazia diretta, anche se, come fa notare Norberto Bobbio, non sono solo i sistemi democratici a utilizzarlo e, di converso, anche nei sistemi democratici non tutte le decisioni collettive vengono prese in questo modo.
Il principio di maggioranza è adottato da collegi di ogni tipo, comprese le assemblee parlamentari, e per l'elezione di rappresentanti o l'assunzione diretta di decisioni da parte del corpo elettorale o di altre collettività (ad esempio, i membri di un'associazione). In tutti questi casi, secondo il criterio adottato delle norme che regolano la votazione o l'elezione per stabilire quando la proposta risulta approvata o il candidato eletto, si possono avere diversi tipi di maggioranza: relativa, semplice, assoluta o qualificata. Al riguardo, va evidenziato che la terminologia presenta delle oscillazioni, per cui è possibile trovare in certi testi "maggioranza semplice" e "maggioranza relativa" usati come sinonimi o, addirittura, con significato invertito rispetto a quello qui esposto, così come "maggioranza qualificata" usato in senso più ampio, ricomprendendovi anche la maggioranza assoluta.
In termini brevi si potrebbe individuare come "maggioranza qualificata e assoluta" quella ottenuta da più della metà dei chiamati alla scelta mentre sarebbe individuata come "maggioranza semplice e relativa" quella ottenuta senza la conta delle astinenze dei chiamati alla scelta e che non raggiunga la "maggioranza qualificata e assoluta".
Esclusi alcuni casi specifici nell'età antica, il principio di maggioranza è stato introdotto per la prima volta dal terzo Concilio lateranense del 1179, generando in questo modo una vera e propria elezione in luogo dell'acclamazione che regolava anteriormente l'accesso al trono di papi, re e imperatori.

## Tipologie

### Maggioranza relativa
Un'opzione consegue la maggioranza relativa se ottiene un numero di voti superiore a quelli ottenuti da ciascun'altra opzione nella stessa votazione, anche se inferiore a quello di tutte le altre opzioni messe insieme. La maggioranza relativa, che corrisponde al già ricordato concetto di plurality nell'accezione inglese americana, non garantisce che il numero dei favorevoli all'opzione sia superiore a quello degli sfavorevoli, a meno che le opzioni siano soltanto due (nel qual caso, come si vedrà, equivale però alla maggioranza semplice). Si immagini un comitato di 12 membri, che deve scegliere fra tre opzioni: A, B e C; se A riporta 5 voti, B ne riporta 4 e C ne riporta 3, A ha conseguito la maggioranza relativa ma i favorevoli ad essa (5) sono in numero inferiore agli sfavorevoli (4+3=7).
Di solito, quando si deve assumere una decisione, non si vota simultaneamente sulle varie proposte, ma singolarmente su ciascuna di esse, esprimendosi favorevolmente o sfavorevolmente, sicché la votazione è tra due alternative; in questi casi, la maggioranza relativa non si distingue dalla maggioranza semplice (si pensi all'esempio fatto sopra: se si pone ai voti la sola opzione A, riceverà 5 voti a favore e 7 contro, i quali ultimi rappresentano tanto la maggioranza relativa quanto quella semplice). Tipici esempi di votazione su più di due opzioni, nella quale è richiesta la maggioranza relativa, sono le elezioni nell'ambito di collegi elettorali uninominali dove risulta eletto il candidato che ha riportato più voti, come quelle per la Camera dei comuni del Regno Unito e per la Camera dei rappresentanti degli Stati Uniti.
In certi casi è previsto che si voti simultaneamente su tutte le opzioni (primo turno) e che, se nessuna ha ottenuto la maggioranza semplice, si proceda ad una seconda votazione (secondo turno o ballottaggio) tra quelle che hanno ottenuto più voti (di solito le prime due) o hanno conseguito una certa frazione di voti sul totale (ad esempio, 1/8); per il secondo turno è richiesta la sola maggioranza relativa. Una soluzione del genere è, ad esempio, utilizzata per l'elezione dei deputati dell'Assemblea nazionale francese nell'ambito di collegi uninominali e in Italia per l'elezione dei sindaci nei comuni con più di 15 000 abitanti.

### Maggioranza semplice
Un'opzione consegue la maggioranza semplice se ottiene un numero di voti superiore alla metà del numero totale di votanti. Detto in altri termini, la maggioranza semplice è conseguita dall'opzione che raggiunge un quorum funzionale fissato in più della metà dei votanti. Se le opzioni su cui si vota sono solo due, quella che ottiene più voti ne avrà senz'altro più della metà, sicché maggioranza semplice e relativa coincidono.
La maggioranza semplice garantisce che, tra quelli che hanno votato, i favorevoli all'opzione siano in numero maggiore degli sfavorevoli, ma non garantisce che lo stesso accada qualora si prendano in considerazione tutti quelli che avevano diritto al voto, se alcuni di loro non l'hanno esercitato. Ritornando al comitato di 12 membri del nostro esempio, se hanno votato solo 8, la maggioranza semplice è pari a 5 voti; ove raggiunta, si ha la garanzia che i voti favorevoli sono superiori agli sfavorevoli (8-5=3) ma non si può escludere che anche i 4 non votanti sarebbero stati contrari, nel qual caso il loro numero complessivo (3+4=7) supererebbe quello dei voti a favore.
Coloro che non hanno esercitato il diritto al voto non contano ai fini della maggioranza semplice ed, anzi, fanno abbassare il quorum funzionale, agevolando il suo raggiungimento. Va però tenuto presente che spesso si richiede non solo il raggiungimento della maggioranza semplice ma anche che abbia votato almeno una certa quota degli aventi diritto (il cosiddetto quorum strutturale, comunemente noto come numero legale), ad esempio la metà. Inoltre, diversi possono essere i criteri usati per stabilire chi è considerato votante ed entra, quindi, nel calcolo del quorum funzionale. Si pensi al caso degli astenuti, che sono presenti al momento del voto ma non esprimono lo stesso: se li si considera non votanti (come fa l'art. 48 del Regolamento della Camera dei deputati italiana) l'astensione, abbassando il quorum funzionale, agevola il suo raggiungimento; al contrario, se gli astenuti sono considerati votanti (come fino alla fine della XVII legislatura prevedeva l'art. 107 del Regolamento del Senato della Repubblica italiano) l'astensione non fa abbassare il quorum funzionale; nel primo caso si richiede la maggioranza dei votanti (in senso stretto), nel secondo la maggioranza dei presenti.
Il requisito della maggioranza semplice, unito a quello del quorum strutturale, è solitamente utilizzato nelle assemblee parlamentari per le deliberazioni ordinarie: si pensi all'art. 64, comma 3º, della Costituzione italiana secondo il quale "Le deliberazioni di ciascuna Camera e del Parlamento non sono valide se non è presente la maggioranza dei loro componenti, e se non sono adottate a maggioranza dei presenti, salvo che la Costituzione prescriva una maggioranza speciale".

### Maggioranza assoluta
Un'opzione consegue la maggioranza assoluta se ottiene un numero di voti superiore alla metà del numero totale degli aventi diritto al voto. Detto in altri termini, la maggioranza assoluta è conseguita dall'opzione che raggiunge un quorum funzionale fissato in più della metà degli aventi diritto al voto. Se tutti coloro che abbiano diritto al voto lo esercitassero, maggioranza semplice e assoluta coinciderebbero.
La maggioranza assoluta garantisce che i favorevoli all'opzione siano più degli sfavorevoli, qualunque sia il numero degli aventi diritto che ha votato. Riprendendo l'esempio del comitato di 12 membri, la maggioranza assoluta è pari a 7 voti, quindi, se un'opzione la raggiunge, si ha la certezza che il numero dei contrari (al massimo 12-7=5) è inferiore al numero dei favorevoli, anche se alcuni di loro non hanno votato. In effetti, se è richiesta la maggioranza assoluta, coloro che non hanno espresso il voto sono di fatto equiparati a coloro che hanno espresso voto contrario e per raggiungerla è comunque necessario che abbia votato almeno la metà degli aventi diritto, il che rende inutile il requisito del quorum strutturale.
La maggioranza assoluta è evidentemente più difficile da raggiungere rispetto a quella semplice e la difficoltà aumenta all'aumentare del numero degli aventi diritto al voto. Ciò spiega perché, quando il numero dei membri è elevato, come avviene di solito nelle assemblee parlamentari, si preferisce ricorrere alla maggioranza semplice per le deliberazioni ordinarie, riservando la maggioranza assoluta a casi specifici, in cui si vota su questioni o si eleggono titolari di uffici di particolare rilievo. Ad esempio, la Costituzione italiana, che come si è visto richiede in via ordinaria la maggioranza semplice per le deliberazioni parlamentari, prescrive però la maggioranza assoluta per l'approvazione dei regolamenti parlamentari (art. 64, 1º comma), per la dichiarazione d'urgenza di una legge (art. 73, 2º comma), per l'elezione del Presidente della Repubblica dal quarto scrutinio in poi (art. 83, 3º comma) e per la sua messa in stato d'accusa (art. 90, 2º comma), per l'approvazione delle leggi che attribuiscono ulteriori forme e condizioni particolari di autonomia alle regioni a statuto ordinario (art. 116, 3º comma) e per l'approvazione delle leggi costituzionali (art. 138, 1º comma).
Il termine maggioranza assoluta va comunque rapportato a quello che in logica matematica si definisce universo del discorso  ovvero qualificando l'insieme a cui si fa riferimento: potremo avere la maggioranza assoluta degli aventi diritto al voto ma potremmo avere, con la stessa legittimità, la maggioranza assoluta dei "voti validi escludendo dal computo gli astenuti", allo stesso modo, su una popolazione di individui, potremo avere la maggioranza assoluta dei componenti la popolazione ma anche la maggioranza assoluta dei "biondi" definiti come un sottoinsieme della popolazione totale. È dunque il contesto che definisce universo del discorso. Nelle deliberazioni di organismi è dunque il regolamento dell'organismo stesso che definisce l'universo di riferimento: il fatto che si faccia riferimento ai componenti l'organismo (aventi diritto al voto) oppure ai votanti escludendo gli astenuti che per loro scelta "delegano" agli altri il risultato della votazione non utilizzando le possibilità di voto favorevole o contrario che pur ci sono. Spesso i regolamenti definiscono differenti universi del discorso in funzione della importanza delle deliberazioni: maggioranza assoluta dei voti validi (esclusi quindi dal computo, dall'universo del discorso, gli astenuti) per le deliberazioni "semplici"), maggioranza assoluta dei componenti l'organismo per votazioni "complesse" quali ad esempio le modifiche agli Statuti o a certe parti dei Regolamenti.

### Maggioranza qualificata
Un'opzione consegue una maggioranza qualificata se ottiene un numero di voti maggiore o uguale a un quorum funzionale fissato in una frazione superiore alla metà del numero totale dei votanti o degli aventi diritto al voto. Le frazioni di solito utilizzate per fissare tale quorum sono 2/3, 3/4, 3/5 e 4/5. Qualche volta, se il numero degli aventi diritto al voto è prestabilito, il quorum non viene espresso come frazione ma come numero minimo di voti da raggiungere (un esempio è offerto dalla maggioranza di almeno 9 voti - su 15 membri - richiesta per le deliberazioni del Consiglio di sicurezza delle Nazioni Unite).
Le maggioranze qualificate vengono solitamente richieste per decisioni di particolare importanza,  in relazione alle quali si reputa necessario un ampio consenso; ad esempio, per la modifica degli atti che contengono le norme fondamentali sull'organizzazione e il funzionamento di un ente, come le costituzioni e gli statuti. In ambito parlamentare, il requisito della maggioranza qualificata, specie se elevata, è generalmente volto a far sì che il partito o la coalizione che detiene la maggioranza debba acquisire il consenso dell'opposizione o, almeno, di una sua parte; non stupisce, quindi, che tali maggioranze vengano tipicamente richieste per l'elezione di cariche super partes, come il presidente della Repubblica, i presidenti delle camere e i giudici della corte costituzionale, o per decisioni che potrebbero comprimere i diritti delle minoranze.
Poiché la difficoltà di raggiungere la maggioranza qualificata può portare a una situazione di stallo, talvolta si prevede che, se non è stata raggiunta dopo un certo numero di votazioni, è sufficiente la maggioranza assoluta. Un esempio è offerto dal già citato art. 83, 3º comma, della Costituzione italiana, secondo il quale "L'elezione del Presidente della Repubblica ha luogo per scrutinio segreto a maggioranza di due terzi dell'assemblea. Dopo il terzo scrutinio è sufficiente la maggioranza assoluta".
Altri esempi di maggioranza qualificata nell'ordinamento italiano sono quella dei 2/3 dei componenti di ciascuna camera, richiesta dalla Costituzione all'art. 79, per l'approvazione delle leggi che concedono l'amnistia o l'indulto, e all'art. 138, 3º comma, per evitare che una legge costituzionale possa essere sottoposta a referendum popolare; quella parimenti dei 2/3 dei componenti, richiesta dall'art. 3 della legge costituzionale 22 novembre 1967, n. 2, per l'elezione di cinque giudici costituzionali da parte del Parlamento in seduta comune; quella dei 3/5 dei componenti, richiesta dall'art. 22 della legge 24 marzo 1958, n. 195, per l'elezione, sempre da parte del Parlamento in seduta comune, dei membri cosiddetti laici del Consiglio Superiore della Magistratura; quella dei 3/4 degli associati, richiesta dall'art. 21, 3º comma, del Codice civile per la deliberazione dello scioglimento di un'associazione riconosciuta da parte dell'assemblea. Nel diritto canonico un noto esempio di maggioranza qualificata è quella dei 2/3 dei votanti per l'elezione del Papa da parte dei cardinali riuniti in conclave, stabilita dal Concilio Lateranense III.

### Unanimità
Un'opzione consegue l'unanimità se ottiene un numero di voti pari al numero totale dei votanti o degli aventi diritto al voto.

## Il ruolo del voto ponderato
Finora si è presupposto che il voto di ciascun avente diritto avesse lo stesso valore di quello degli altri, secondo il principio democratico "una testa, un voto". Il discorso, però, è facilmente estensibile ai casi di voto ponderato, in cui i voti possono avere diverso peso, espresso come multiplo (pari, ad esempio, al numero di azioni detenute, nel caso delle assemblee delle società per azioni) o frazione dell'unità (pari, ad esempio, alla quota di proprietà in comune di un bene). In questi casi, il quorum funzionale (così come quello strutturale) non è rapportato al numero dei votanti o degli aventi diritto al voto, ma al peso complessivo dei loro voti. Potrebbe così accadere che anche un solo votante sia in grado di raggiungere il quorum funzionale: si pensi all'azionista che detiene più del 50% delle azioni di una società con diritto di voto.
Esistono anche casi di doppia maggioranza, in cui è richiesto il raggiungimento di un quorum rapportato al numero dei votanti o degli aventi diritto al voto e di un quorum rapportato al peso complessivo dei loro voti (si pensi alla disciplina delle deliberazioni dell'assemblea di condominio contenuta nell'art. 1136 del Codice civile italiano o al voto a maggioranza qualificata nell'Unione europea (previsto per il Consiglio dell'UE) o in cui i voti sono ponderati secondo più di un criterio).